# Trojak szyderczy
Trojak szyderczy (satyryczny) – trojak litewski bity w latach 1565–1566, z wykorzystaniem wzoru ikonograficznego przyjętego za panowania Zygmunta I Starego oraz w początkowych latach Zygmunta II Augusta (poziomy napis w kilku wierszach na jednej ze stron), dla którego tradycyjna legenda:

III
GROSS(usu) ARG(enta)
TRIPL(ex) MAG(ni)
DVCA(tus) LIT(h)V(aniae)

 (pol. III grosz srebrny potrójny Wielkiego Księstwa Litewskiego) 
została zastąpiona łacińską sentencją będącą cytatem z Psalmu 2:4:

QVI
HABITATIN
COELIS IRRI
DEBIT EOS

.(pol. Który mieszka w niebiesiech śmieje się z nich).

## Awers i rewers
Na awersie monety umieszczono Pogoń, pod nią nominał III, dookoła legendę:

SIGISM(undus) AVG(ustus) REX POL(onie) MAG(nus) DVX LI(thuaniae)

(pol. Zygmunt August Król Polski Wielki Książę Litewski)
na rewersie zaś pod łacińskim tekstem Psalmu – ukoronowany monogram władcy z cyframi roku emisji po obu stronach.

## Hipotezy związane z powstaniem trojaka
Brak źródeł odnoszących się do wybicia tej monety skutkuje formułowaniem różnych hipotez związanych z jej powstaniem:
- Tadeusz Czacki w opracowaniu: „O monecie polskiej i litewskiej” opierając się na zaginionym w XXI w. dokumencie źródłowym, napisał, że

...te trzygroszówki są rzadkie bo na przełożenie Franciszka Krasińskiego, król zakazał je bić dla nierozgniewania Polaków, przeciwko którym wybito ten napis.

Czacki związał powstanie tej monety ze zjazdem w Parczewie w 1564 r., na którym dyskutowano potencjalną przyszłą unię polsko-litewską. Gwałtowne spory do jakich miało dojść pomiędzy Polakami a Litwinami, m.in. w kwestiach monetarnych, sprawiły, że ci ostatni zdecydowali się na wybicie monety ośmieszającej swoich sąsiadów.
- Według późniejszej hipotezy napis „szyderczy” miał dotyczyć zmienionej w 1562 r., wprowadzonej ordynacją zygmuntowską z 1528 r., ikonografii trojaków poprzez umieszczenie monogramu królewskiego w miejscu portretu władcy oraz Pogoni zamiast poziomego napisu. Użytkownicy w Koronie bitych od 1562 r. monet litewskich ostro protestowali, co doprowadziło do zmiany decyzji władcy, ale łaciński tekst Psalmu miał jednak „wyszydzać konserwatystów”. Na to z kolei wybuchły protesty na tyle silne, że Zygmunt August, za wstawiennictwem Franciszka Krasińskiego, zaprzestał emisji niepożądanych trojaków. W XXI w. takie wytłumaczenie powstania i zaprzestania bicia trojaka „szyderczego” jest jednak odrzucane, gdyż biblijne pochodzenie tekstu, „podpisane” monogramem królewskim „wyklucza użycie sakralnego tekstu jako satyry”.
- Według innej z hipotez wybicie „szyderczego” trojaka związane jest ze śmiercią w maju 1565 r. Mikołaja Radziwiłła Rudego, zdeklarowanego przeciwnika unii Polski z Litwą, co miało wywołać taki entuzjazm Polaków, że doprowadziło to do irytacji Mikołaja Radziwiłła Czarnego, który we współpracy z podskarbim litewskim Eustachym Wołłowiczem i sekretarzem królewskim Augustynem Rotundusem mieli doprowadzić do wybicia tych monet, jako odpowiedź na wybuch polskiego entuzjazmu.
- XXI w. hipotezy badaczy przedmiotu skłaniają się raczej do interpretacji, że biblijny fragment należy odczytywać w kontekście całego Psalmu, w którym uwypuklona została wszechmoc Boga i prawomocność  ustanowionego przez Niego władcy (w tym przypadku bez wątpienia Zygmunta Augusta). Jako buntowników klasyfikować należy wszystkich przeciwników działań monarszych zmierzających do zawiązania unii. Z tego powodu trojak „szyderczy” miał zostać wybity na polecenie króla jako wyraźne ostrzeżenie przeciwko jego oponentom na Litwie.

Wykorzystanie monogramu królewskiego – ideowo równoważnego popiersiu – wskazuje, że emisji trojaków „szyderczych” dokonano za zgodą króla, podobnie jak wspiera tę tezę wybór przypuszczalnego miejsca produkcji – w dobrach królewskich, bezpośrednio pod warownym zamkiem w Tykocinie.

## Odmiany
Monetę wybito na krążkach o średnicy 21 mm, masy 3,06 grama w srebrze. W XXI w. znane są trzy odmiany rocznika 1565, różniące się legendą umieszczoną wokół Pogoni na awersie, a dokładnie skrótem słowa „LITHUANIAE” oraz jedna odmiana rocznika 1566:
| Lp | Rocznik | Skrót „LITHUANIAE” | Stopień rzadkości | Liczba egzemplarzy | Zdjęcie |
| -- | ------- | ------------------ | ----------------- | ------------------ | ------- |
| 1  | 1565    | „L”                | R3                | 601–3000           |         |
| 2  | 1565    | „LI”               | R3                | 601–3000           |         |
| 3  | 1565    | „LIT”              | R3                | 601–3000           |         |
| 4  | 1566    | „L”                | R7                | 4–6                |         |